# Ținutul Stavropol
Ținutul (Kraina) Stavropol Krai (în limba rusă: Ставропо́льский край) este subiect federal al Rusiei (o kraină). Centrul administrativ este orașul Stavropol.